# Habenaria busseana
Habenaria busseana är en orkidéart som beskrevs av Friedrich Fritz Wilhelm Ludwig Kraenzlin. Habenaria busseana ingår i släktet Habenaria och familjen orkidéer. Inga underarter finns listade i Catalogue of Life.